# Nextlevelism
Nextlevelism è il terzo album in studio del musicista britannico DJ Fresh, pubblicato il 1º ottobre 2012 dalla Ministry of Sound.

## Tracce
1. Louder (feat. Sian Evans) – 3:26 (testo: Stein, Sian Evans)
2. Hot Right Now (feat. Rita Ora) – 3:02 (testo: Stein, The Invisible Men)
3. The Feeling (feat. RaVaughn) – 3:26 (testo: Stein, The Invisible Men)
4. Skyhighatrist (feat. Rizzle Kicks) – 3:07 (testo: Stein, The Invisible Men, Rizzle Kicks)
5. The Edge (feat. Ayah Marar) – 3:23 (testo: Stein, Ayah Marar)
6. The Power (feat. Dizzee Rascal) – 2:48 (testo: Stein, The Invisible Men, Dylan Mills)
7. Turn It Up (feat. Fleur East) – 2:27 (testo: Stein, Fleur East, Ayah Marar)
8. Gold Dust (feat. Ms. Dynamite) – 3:12 (testo: Stein, Norman Daley)
9. Don't Tell Me (feat. Liam Bailey) – 3:06 (testo: Stein, The Invisible Men, Liam Bailey)
10. Fire Over Water (feat. Juliette Lewis) – 3:40 (testo: Stein, The Invisible Men, Juliette Lewis)
11. See You Again (feat. Michael Warren) – 3:09 (testo: Stein, Adam Fenton, Michael Warren)
12. Forever More (feat. The Fray & Professor Green) – 3:15 (testo: Stein, The Invisible Men, Stephen Manderson)

Tracce bonus nella versione Deluxe
1. Louder (Live) (feat. Sian Evans) – 6:03 (testo: Stein, Sian Evans)
2. Hot Right Now (Live) (feat. Rita Ora) – 3:28 (testo: Stein, The Invisible Men)
3. The Power (Live) (feat. Dizzee Rascal) – 4:24 (testo: Stein, The Invisible Men, Dylan Mills)
4. Gold Dust (Shy FX Exclusive Re-Edit) – 3:28 (testo: Stein, Norman Daley)
5. Hot Right Now (feat. Rita Ora) (Camo & Krooked Remix) – 4:32 (testo: Stein, The Invisible Men)
6. The Power (feat. Dizzee Rascal) (Andy C Remix) – 5:15 (testo: Stein, The Invisible Men, Dylan Mills)
7. Louder (feat. Sian Evans) (Flux Pavilion & Doctor P Remix) – 3:58 (testo: Stein, Sian Evans)
8. Godzilla – 4:46 (testo: Stein, The Invisible Men)